# Clopton Havers

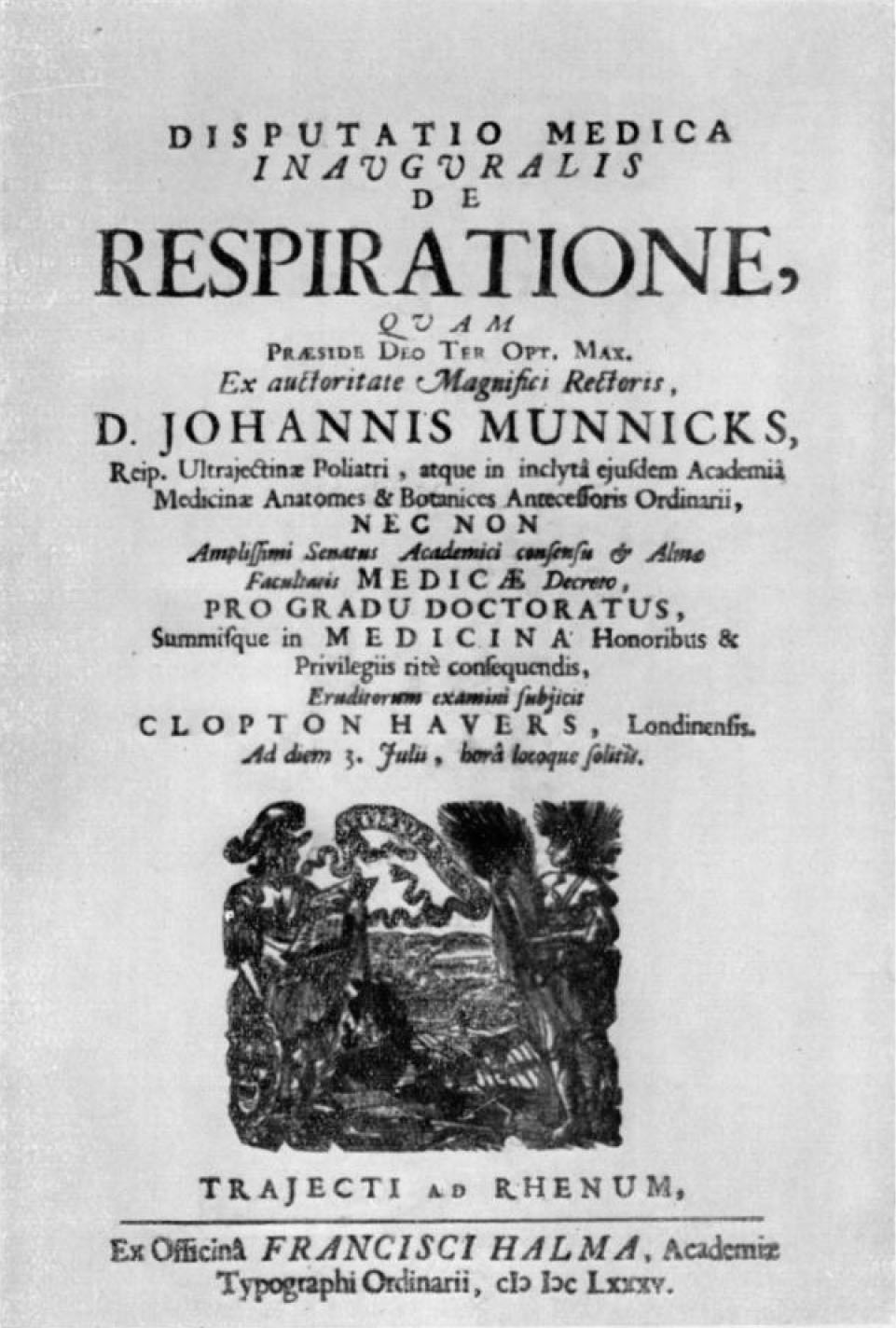
Titelblatt von Havers Dissertation

Clopton Havers (* 1657 in Stambourne/Braintree, Essex; † 29. April 1702 in Willingale/Epping Forest, Essex) war ein englischer Arzt und Anatom.

## Leben
Havers studierte Medizin in Cambridge und Utrecht, wo er 1685 mit De respiratione (Die Atmung) promoviert wurde. Er war Mitglied der Royal Society.
Clopton Havers erlangte Bekanntheit durch seine Pionierarbeiten auf dem Gebiet der Mikrostrukturen von Knochen. Er war der erste Autor, der die heute nach ihm benannten, bereits 1686 von Antoni van Leeuwenhoek beobachteten Havers-Kanäle und die sogenannten Sharpey-Fasern 1692 genauer beschrieb. Nach Havers sind noch benannt die Havers-Drüsen, Havers-Lamellen und Havers-Säulen.
1699 wurde er korrespondierendes Mitglied der Académie des sciences.

## Schriften
- Osteologia nova, or some new Observations of the Bones, and the Parts belonging to them, with the manner of their Accretion and Nutrition. London 1691.
- A short Discourse concerning Concoction. In: Philosophical Transactions of the Royal Society. 21/1699, S. 233.